# Авксёновка
Авксёновка (укр. Авксенівка) — село в Каменском районе Днепропетровской области Украины. Входит в Верхнеднепровскую городскую общину.
Код КОАТУУ — 1221081802. Население по переписи 2017 года составляло 127 человек.

## Географическое положение
Село Авксёновка находится на левом берегу реки Самоткань,
выше по течению примыкает село Боровковка,
ниже по течению на расстоянии в 0,5 км расположено село Перше Травня,
на противоположном берегу — село Новогригоровка.